# Одиннадцатая Санкт-Петербургская гимназия
Одиннадцатая Санкт-Петербургская мужская гимназия — казенное (правительственное) среднее учебное заведение, действовавшее в Санкт-Петербурге с 1899 по 1918 год.

## Предыстория
В 1873 году на Симбирской улице в доме купца Уварова была открыта 4-я мужская прогимназия. Она стала первым образовательным учреждением такого рода на Выборгской стороне. Это государственное образовательное учреждение готовило учащихся к курсу классических гимназий. В дальнейшем учебное заведение было переименовано в С.-Петербургскую 1-ю прогимназию.

## История
В 1899 году прогимназия преобразована в С.-Петербургскую Одиннадцатую мужскую гимназию.
В 1914-1915 годах под руководством архитектора Шишко Л.П. для гимназии построено собственное здание на Выборгской улице.
На основании Декрета СНК РСФСР от 5 июня 1918 год гимназия, наряду с другими образовательными учреждениями, была передана в ведение Народного Комиссариата Просвещения.

## Последующая история
В соответствии с Положением об единой трудовой школе, утвержденным ВЦИК 30 сентября 1918 года, на базе гимназии была создана 18-я советская единая трудовая школа (в дальнейшем — 159-я школа I и II ступени).
В 1937 году школа получила свой сегодняшний номер 107, в 1996 году получила статус школы-гимназии, а в 1999 году — гимназии.
Здесь в разные годы учились: журналист и мемуарист Николай Вержбицкий, писатели Аркадий и Борис Стругацкие, театровед и публицист Марк Любомудров, тележурналист и путешественник Юрий Сенкевич, композитор Станислав Пожлаков, кинорежиссёр Евгений Татарский, актёр Георгий Тараторкин, режиссёр Андрей Могучий, журналист Александр Малькевич и другие.

## Директора гимназии
- 1899-1911 — Барсов П.И., действительный статский советник (с 1903 года);
- 1911-1913 — Колесников П.М., статский советник;
- 1913-1915 — Розенфельд А.А., статский советник;
- 1915-1918 — Конский П.М., действительный статский советник (с 1917 года)